# Аренев, Владимир Константинович
Влади́мир Константи́нович А́ренев (род. 1 октября 1978, Киев, настоящая фамилия — Пузий) —  украинский писатель в стилях классической фэнтези, научной фантастики, детских сказок; переводчик.

## Творчество
Издал более 16 книг, а также около 100 публикаций в сборниках и периодических изданиях.

### Книги
на русском языке
- Отчаяние драконов. М.: Альфа-книга, 2000.
- Охота на героя. М.: Альфа-книга, 2000.
- Правила игры. М.: Альфа-книга, 2000.
- Книгоед (в соавторстве с Юрием Никитинским; детская повесть-сказка). М.: Альфа-книга, 2000.

на украинском языке
- Бісова душа (сборник). Киев: Джерела М, 2003.
- Правила гри: в 2 т. Киев: Джерела М, 2004.
- Місто Тисячi Дверей (детская повесть-сказка). Киев: Джерела М, 2004.
- Дикi володарi (сборник). Киев: Джерела М, 2005.
- Магус (одноимённый роман и повесть «Бісова душа»). Киев: Джерела М / Зелений пес, 2007.
- Зобразіть мені рай (сборник рассказов). Киев: Грані-Т, 2009.
- Душниця (повесть). Киев: ВД «Києво-Могилянська Академія», 2014.
- Порох із драконових кісток (трилогия «Сезон Кіноварі»). Киев: ВД «Києво-Могилянська Академія», 2015; Асса, 2018.
- Відчайдушний боягуз (сборник рассказов для детей). Львов: Видавництво Старого Лева, 2018.
- Дитя песиголовців (трилогия «Сезон Кіноварі»). Киев: ВД «Києво-Могилянська Академія», 2018; Асса, 2018.
- Сапієнси (повесть). Киев: Ранок, 2019.
- Заклятий меч, або Голос крові (повесть из цикла «Закляті»). Киев: А-ба-ба-га-ла-ма-га, 2020.

### Публикации
- Сияние каменного цветка // Слепой василиск. Харьков: Второй блин, 2000.
- Монетка на удачу (рассказ) // Если. 2002. № 3.
- Новый Гутенберг (рассказ) // Если. 2003. № 10.
- Мы, людики (цикл рассказов) // Альдебараки. М.: Международный фонд «Поколение», 2004.
- Критика критики // Реальность фантастики. 2004. № 8.
- Как живете, караси?! // Реальность фантастики. 2004. № 11.
- Королевская библиотека. Свитки сочинителей (цикл миниатюр) // Новые легенды-2. СПб: Азбука-классика, 2005.
- Хорошие новости (рассказ) // Реальность фантастики. 2005. № 6.
- Ветер не лжет (повесть) // Мифотворцы: Портал в Европу. Киев: Сварог, 2006.
- Владислав Былинский // Энциклопедия «Фантасты современной Украины». Харьков: Инвестор, 2007.
- Наталья Гайдамака // Энциклопедия «Фантасты современной Украины». Харьков: Инвестор, 2007.
- Вкус к знаниям (рассказ) // Мир фантастики. 2008. № 6.
- Девять тысяч сто семь (рассказ) // Меридиан. 2011. № 3.

## Переводы

### На польский
- Rara avis (рассказ, пер. на польский язык Тадеуша Збигнева Дворака) // Nowa Fantastyka. № 9 (276). S. 35-36.

### На литовский
- Vienintelis kelias (Единственная дорога) (рассказ, пер. на литовский язык Едвардаса Вайшвила (Edvardas Vaisvila) // Журнал «IMPERIJA» (Литва, Каунас). 2001. № 1 (4).

## Премии и номинации
- Лауреат международной украинско-германской премии имени Олеся Гончара (2001)
- Лонг-лист премии «Дебют» — номинация «крупная проза» за роман «Круги на земле» (2001)
- Лонг-лист премии «Дебют» — номинация «фантастика» за роман «Все племя Адамово» (2001)
- Финалист независимой премии «Дебют» (Россия)
- Лонг-лист премии «Дебют» — номинация «фантастика» за рассказы «Мы, людики» (2003)
- На «Евроконе» признан лучшим молодым автором Украины (2004)
- Третье место на Всероссийском конкурсе на лучшее литературное произведение для детей и юношества «Книгуру» (сезон 2012—2013 гг.) в номинации «Художественная литература» за повесть «Душница».
- Премия «Новые горизонты» за повесть «Душница» (2014).

## Рецензии и отзывы
- Трофимова Ольга. Поверх формата. // Аренев В. Паломничество жонглера. СПб: Азбука-классика, 2005.
- Валентинов Андрей. Прекрасная Италия Владимира Аренева // Аренев В. Магус. М.: Форум, 2006.
- Зильберштейн Андрей. Рецензия на антологию «Формула крови» // Мир фантастики. 2011. № 8.
- Ионов Алексей. Рецензия на антологию «Формула крови» // Лаборатория Фантастики. 2011. 17 сентября.
- Соболев Сергей. Зимой и летом — одним цвітом (рец. на антологию «Формула крови» // Лаборатория фантастики. 2011. 20 сентября.
- Владимирский Василий. Кровь как метафора (рец. на антологию «Формула крови») // Питерbook. 2011. 10 октября.